# Pterotricha mauritanica
Pterotricha mauritanica är en spindelart som beskrevs av Denis 1945. Pterotricha mauritanica ingår i släktet Pterotricha och familjen plattbuksspindlar.
Artens utbredningsområde är Mauretanien. Inga underarter finns listade i Catalogue of Life.